# Hypocladia militaris
Hypocladia militaris är en fjärilsart som beskrevs av Butler 1877. Hypocladia militaris ingår i släktet Hypocladia och familjen björnspinnare. Inga underarter finns listade i Catalogue of Life.